# Bundesstraße 416
Pour les articles homonymes, voir Route 416.
La Bundesstraße 416 est une Bundesstraße du Land de Rhénanie-Palatinat.

## Géographie
La Bundesstraße 416 s'étend sur la rive gauche de la Moselle de Treis-Karden à Coblence le long de la ligne de chemin de fer 3010. Elle traverse les communes de Müden, Moselkern, Hatzenport, Löf, Lehmen, Kobern-Gondorf et Winningen.
Dans le cadre de la réaffectation des Bundesstraße à proximité des autoroutes, la B 258 de Mayen à Coblence est devenue une Landesstraße. Au cours de cette opération, la B 416 est prolongée de l'ancienne confluence avec la B 258 dans le quartier de Coblence-Metternich jusqu'à la B 9.

## Curiosité

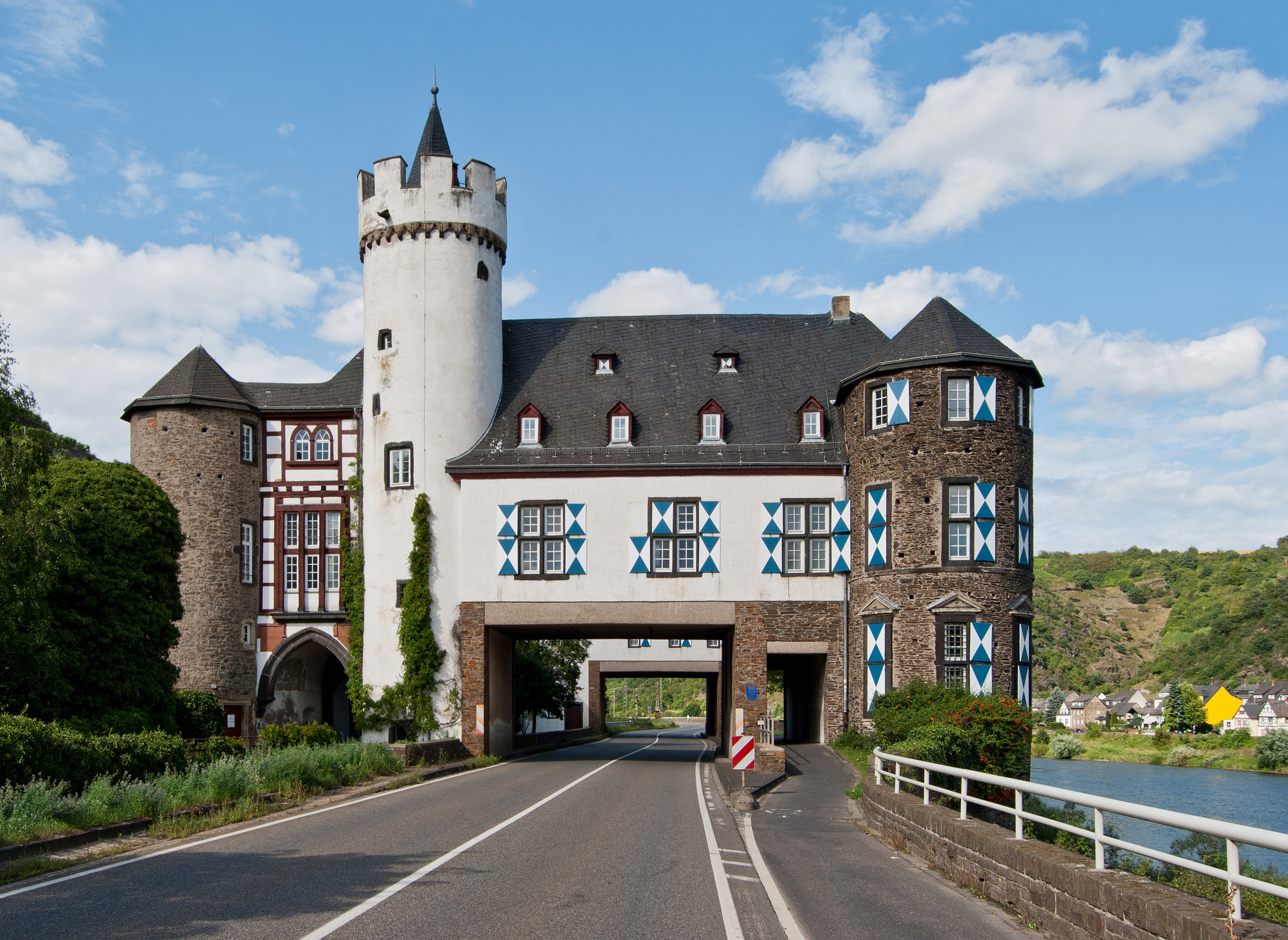
Le château de Gondorf.

Le château de Gondorf est traversé par la B 416 à cause de sa position entre la Moselle et la ligne de chemin de fer. Son franchissement fut le seul compromis en 1971. Le château avait déjà été coupé en deux par la ligne de chemin de fer en 1876.

## Source
- (de) Cet article est partiellement ou en totalité issu de l’article de Wikipédia en allemand intitulé « Bundesstraße 416 » (voir la liste des auteurs).

1. ↑  (de) « Regionalzug entgleist, Blitzeinschlag in Köln », sur Die Welt, 2016 (consulté le 7 juillet 2021)
2. ↑  (de) Thomas Frey, « Bausünde und zugleich kuriose Attraktion: diese Bundesstrasse durchquert ein Schloss! », sur Tag24, 2020 (consulté le 7 juillet 2021)